# Lingua cabila
La lingua cabila (nome nativo ⵜⴰⵇⴱⴰⵢⵍⵉⵜ, ; o ⵜⴰⴳⴰⵡⴰⵡⵜ, tagawawt) è una lingua berbera parlata in Algeria, nella regione della Cabilia.

## Distribuzione geografica
Il numero totale di locutori è stimato intorno ai 5 milioni e mezzo, di cui 3.000.000/3.500.000 in Cabilia, e il resto in emigrazione, soprattutto nelle altre località dell'Algeria (buona parte della popolazione di Algeri proviene dalla Cabilia) ed all'estero, in particolare in Francia (circa 1 milione) e Canada (stime di Chaker 2004: 4056). Dopo la lingua tashelhit (sud del Marocco) è la lingua berbera col maggior numero di parlanti. Nonostante il grande numero di parlanti, questa lingua per molto tempo è stata completamente ignorata dalla costituzione algerina, e anche adesso, dopo che una modifica costituzionale del 2003 le ha riconosciuto un ruolo di "seconda lingua nazionale" accanto all'arabo, nella realtà mancano ancora misure concrete per un suo uso ufficiale anche solo all'interno della Cabilia.

## Classificazione
Secondo Ethnologue, la classificazione della lingua cabila è la seguente:
- Lingue afro-asiatiche
  - Lingue berbere
    - Lingue berbere settentrionali
      - Lingua cabila

## Storia
La lingua cabila è una delle lingue berbere più conosciute e studiate, soprattutto a partire dal 1844. La vicinanza ad Algeri della Cabilia ha fatto sì che questa regione fosse accessibile a linguisti e studiosi francesi fin dal XIX secolo. Una gran parte dei dizionari e delle grammatiche è stata realizzata già nei primi decenni di presenza coloniale della Francia in Algeria.
I militari francesi
- 1844: Il Ministero della Guerra pubblica il primo dizionario di cabilo (basato soprattutto sulla regione di Bugia: l'alta Cabilia era ancora indipendente)
- 1858: Il generale Adolphe Hanoteau pubblica la prima Grammatica cabila
- 1867: Raccolta di Poesie popolari del Jurjura ad opera di Adolphe Hanoteau
- 1873: Viene pubblicata la grande opera complessiva La Cabilia e i costumi cabili (3 voll.), ad opera di A. Hanoteau e A. Letourneux

Gli universitari francesi e indigeni
- 1880: creazione di una cattedra di berbero alla neonata Scuola superiore di Lettere di Algeri (la futura Università). Primo docente (maître de conférences): Si El Hachemi ben Si Lounis
- A partire dai primi anni del Novecento cominciano a moltiplicarsi gli studiosi di berbero cabili (Saïd Cid Kaoui; Belkassem Bensedira, Amar ou Said Boulifa, ecc.).

I Padri Bianchi
- 1946-1977 Creazione del Fichier de documentation berbère ad opera dei Padri Bianchi. Oltre a raccogliere molto materiale linguistico, il Fichier contribuirà a creareuna grafia semplice e standardizzata.
- 1962: L'Algeria indipendente si proclama araba e abolisce la cattedra di berbero all'Università di Algeri

L'opera di Mouloud Mammeri
- 1969: Pubblicazione di Les isefra de Si Mohand ou-Mhand, ad opera di Mouloud Mammeri
- 1976: Tajerrumt n tmazight (tantala taqbaylit), la prima grammatica di cabilo in lingua cabila, di Mouloud Mammeri

La Primavera berbera
- 1980: M. Mammeri pubblica le Poesie cabile antiche. Il divieto della sua presentazione all'università di Tizi-Ouzou, scatena la Primavera berbera e segna l'inizio di una lotta aperta per rivendicare la libertà di usare la lingua cabila in Algeria.
- 1982: Esce il Dictionnaire kabyle-français di Jean-Marie Dallet
- 1990: Apertura di un dipartimento di lingua e cultura berbera all'università di Tizi-Ouzou; nel 1991 ne viene aperto uno anche all'università di Bugia.
- 1994-1995 "Sciopero della cartella" in Cabilia per esigere l'ufficializzazione del berbero accanto all'arabo e il suo insegnamento nelle scuole. L'ufficializzazione non viene concessa ma dal 1995 il cabilo viene insegnato nelle scuole. Viene anche creato l'HCA (Alto Commissariato per l'Amazighità).

La Primavera nera
- 2001: Dopo l'uccisione di uno studente da parte della gendarmeria, scoppiano i disordini della "Primavera nera", in cui oltre 100 manifestanti perdono la vita. Le rivendicazioni di maggiore giustizia e democrazia da parte della popolazione ("Piattaforma di El-Kseur") non vengono prese in considerazione dal potere, che però cerca di ingraziarsela con concessioni alla lingua berbera nella costituzione.
- 2002 (10 aprile): viene approvato un emendamento alla costituzione:

(art. 3 bis)

## Sistema di scrittura
Per la scrittura vengono impiegati l'alfabeto arabo, l'alfabeto berbero latino e il tifinagh.

### Alfabeto latino
| A | Ɛ | B | C | Č | D | Ḍ | E | F | G | Ǧ | H | Ḥ |
| I | J | K | L | M | N | O | P | Q | Ɣ | R | S | Ṣ |
| T | Ṭ | U | V | W | X | Y | Z | Ẓ |   |   |   |   |

| a | ɛ | b | c | č | d | ḍ | e | f | g | ǧ | h | ḥ |
| i | j | k | l | m | n | o | p | q | ɣ | r | s | ṣ |
| t | ṭ | u | v | w | x | y | z | ẓ |   |   |   |   |

## Esempi
| Italiano            | Cabilo in ortografia standard | Pronuncia IPA |
| ------------------- | ----------------------------- | ------------- |
| terra               | akal                          | [æçæl]        |
| cielo               | igenni                        | [iʝənni]      |
| acqua               | aman                          | [æmæn]        |
| fuoco               | times                         | [θiməs]       |
| uomo (essere umano) | amdan                         | [æmðæn]       |
| uomo (maschio)      | argaz                         | [ærgæz]       |
| donna / moglie      | tameṭṭut                      | [θæmətˤ:ɔθ]   |
| mangiare            | ečč                           | [əʧ:]         |
| bere                | sew                           | [səw]         |
| grande              | ameqqran                      | [æməqʷ:rån]   |
| piccolo             | amectuḥ                       | [æməʃtˤɔħ]    |
| notte               | iḍ                            | [ɛðˤ]         |
| giorno              | ass                           | [æs:]         |
| salve!              | azul (neologismo)             | [æzul]        |

## Letteratura
Nel 2011 è stata pubblicata dall'Alleanza Biblica Universale la Sacra Bibbia. http://www.editionbiblio.fr/fiche.php?param=1759

### Romanzi
I primi romanzi in cabilo risalgono agli inizi degli anni ottanta. In ordine cronologico
- Rachid Aliche, Asfel ("Il sacrificio"), Mussidan: Fédérop, 1981. 139 p.
- Saïd Sadi, Askuti, Paris: Imedyazen, 1983 / Alger: Asalu, 1991. 184 p.
- Rachid Aliche, Faffa. Igujen irgazen ur ttrun, Mussidan: Fédérop, 1986 /Alger: s.e., 1990, 142 p.
- Amer Mezdad, Iḍ d wass ("La notte e il giorno"), Alger: Asalu, Azar, 1990. 182 p.
- Amar Ouhamza, Si tedyant gher tayed.... ("Da una storia all'altra"), Lyon: Editions Berbères, 1994. 205 p. ISBN 90-903901-0-3
- Djafar Chibani, Ddeqs Nnegh ("Ci basta"), Paris, SEELF (Société d'Encouragement à l'Edition en Langue "Fellah'i"), 1994, 104 p. ISBN 2-9508892-0-4
- Salem Zenia, Tafrara. Aurore ("L'aurora"), Paris: L'Harmattan /AWAL, 1995. 181 p.

L'ortografia e le convenzioni grafiche sono molto variabili, a volte all'interno dello stesso romanzo. Sarà solo dopo l'introduzione del berbero nelle scuole, con un sistema di trascrizione codificato (1995), che i romanzi cominceranno ad utilizzare sempre più norme ortografiche uniformi.
- Meziane Boulariah, Akal ("La terra"), s.l., s.e., 1996, 77 pp.
- Belaïd Hamdani, Nek akwd kem, kem akwd nek ("Io e te, tu ed io"), Tizi Ouzou, s.e. 1998 (?)
- Ait Boudaoud, Ccna n yebẓaẓ ("Il canto delle cicale"), Alger, Editions Casbah, 1999 174 p.
- Ahmed Nekar, Yugar ucerrig tafawett ("Lo strappo è più grande del rattoppo"), Algeri, Editions Yuba wissin, 1999, 223 p.
- Saïd Iamrache, Tasga n ṭṭlam ("L'angolo buio della casa"), Tizi Ouzou, s.e., 2000, 160 p.
- Amer Mezdad, Tagrest urghu ("L'inverno dell'orco"), s.l. : s.e., 2001.
- Salem Zenia, Ighil d wefru ("La violenza (del potere) e il coltello (dei terroristi)"), Paris: L'Harmattan /AWAL, 2002. ? p.
- Djamel Benaouf, Timlilit n tghermiwin ("la città-incontro"), Paris, L'Harmattan, 2002, 186 p.
- Yazid Ulansi, Ddida, Béjaïa, Editions Talantikit, 2003, 100 pp.
- Brahim Tazaghart, Salas d Nuja, Alger, Asalu, 2003
- Omar Dahmoune, Bu tqulhatin. Alger, HCA, 2003
- Igli n tlelli, Lwerd n tayri ("la rosa dell'amore"), s.l., s.e., 2004
- Hamid Boutlioua, Yir timlilit ("un cattivo incontro"), Béjaia, Azar, 2004
- Youcef Oubellil, Arrac n tefsut ("I figli della primavera"), Tizi Ouzou, Agraw Adesan Amazigh, 2004
- Amer Mezdad, Ass-nni ("Quel giorno"), Béjaïa: Ayamun, 2006.
- Tahar Ould-Amar, Bururu ("Il gufo"), Béjaia: Azur, 2006. ISBN 9961-943-11-2